# Raatosaari (ö i Södra Karelen, Villmanstrand, lat 61,22, long 27,46)
Raatosaari är en ö i Finland. Den ligger i sjön Vartusjärvi och i kommunen Savitaipale i den ekonomiska regionen  Villmanstrands ekonomiska region  och landskapet Södra Karelen, i den södra delen av landet, 180 km nordost om huvudstaden Helsingfors. Öns area är 0,2 hektar och dess största längd är 60 meter i nord-sydlig riktning.